# فاطمة الزهراء قنبوع
فاطمة الزهراء قنبوع (مواليد 2 أكتوبر 1991) ممثلة مغربية. شاركت في العديد من الأفلام والمسلسلات في بداياتها، خصوصا الأعمال الرمضانية، وقد اشتهرت في مشاركتها في المسلسل الرمضاني دار الغزلان، الموسمين الأول والثاني. وقد زادت أعداد أعمالها ما بين 2015 و 2020. ففي 2015 شاركت في المسلسل الشبابي «شيب وشباب» للمخرج عادل الفاضلي الذي عرض على التلفزيون المغربي الأول، وقد لعبت دور طالبة ثانوية في الباكالوريا. وفي 2017 شاركت في موسمين من المسلسل الدرامي دار الغزلان، وقد لعبت الدور تحت اسم مونية. وفي رمضان 2018 مثلت في أكثر من عمل من بينهم مسلسل الوجه الآخر والفيلم التلفزي الحب المجهول، وكانت لها في هذه الأعمال دور البطولة. أما في سنة 2020 فقد شاركت في بطولة مسلسل ياقوت وعنبر ولعبت دور ياقوت.

## النشأة
وُلدت فاطمة الزهراء في 2 أكتوبر 1991 بمدينة سلا في المغرب، وترعرعت هناك ثم حصلت على شهادة البكالوريا قبل أن تلتحق بالمعهد العالي للفن المسرحي والتنشيط الثقافي ومن ثم ولجت عالم التمثيل والسينما.

## قائمة أعمالها

### المسلسلات
| السنة | المسلسل                     | الدور | ملاحظات   |
| ----- | --------------------------- | ----- | --------- |
| 2014  | شيب وشباب                   | صوفيا | دور رئيسي |
| 2015  | دار الغزلان (الموسم الأول)  | مونيا | دور مساعد |
| 2015  | حبال الريح                  |       | دور ثانوي |
| 2017  | اليتيمة                     | سعيدة | دور رئيسي |
| 2017  | دار الغزلان (الموسم الثاني) | مونيا | دور مساعد |
| 2017  | رضاة الوالدة (الموسم الأول) |       | دور مساعد |
| 2018  | الوجه الآخر                 | أسماء | دور رئيسي |
| 2019  | الدنيا دوارة                | لبنى  | دور رئيسي |
| 2019  | طاكسي 2.0                   |       | دور مساعد |
| 2020  | ياقوت وعنبر                 | ياقوت | دور رئيسي |
| 2020  | اتنين في الصندوق            | سوما  | دور ثانوي |
| 2021  | مغاربة في الفضاء            |       | دور رئيسي |
| 2022  | أولاد الدرب                 | ريا   | دور رئيسي |
| 2024  | دار النسا                   | نادية | دور رئيسي |

### الأفلام
| السنة | اسم الفيلم     | نوعية الفيلم | الدور |
| ----- | -------------- | ------------ | ----- |
| 2016  | حبائل العنكبوت | تلفزي        | رئيسي |
| 2017  | وليلي          | سينمائي      | ثانوي |
| 2018  | الحب المجهول   | تلفزي        | رئيسي |

### البرامج
- كي كنتي كي وليتي (ضيفة)
- رشيد شو (ضيفة)
- مشيتي فيها (ضيفة)

## وصلات خارجية
- فاطمة الزهراء قنبوع على موقع IMDb (الإنجليزية)
- فاطمة الزهراء قنبوع على موقع قاعدة بيانات الأفلام العربية